# Parathesis rubriflora
Parathesis rubriflora är en viveväxtart som beskrevs av C.L. Lundell. Parathesis rubriflora ingår i släktet Parathesis och familjen viveväxter. Inga underarter finns listade i Catalogue of Life.